# Caroline Loir
Pour les articles homonymes, voir Loir.
Caroline Loir, née le 20 janvier 1988 à Amiens, est une kayakiste française du club nautique de Rivery pratiquant le slalom.

## Carrière
En 2009, Loir se classe huitième en canoë monoplace lors des Championnats du monde à La Seu d'Urgell (Espagne).
Elle remporte la médaille de bronze lors des Championnats d'Europe de slalom (canoë-kayak) 2010 à Čunovo (Slovaquie) en canoë monoplace. 
En 2011, Caroline Loir se qualifie en équipe de France sénior à la fois en canoë monoplace (C1) et en kayak mono (K1), lors des sélections à Pau. Une première pour une féminine dans l'histoire du canoë-kayak slalom français.
En juin 2011, la sociétaire du club de Rivery en Picardie remporte la médaille d'or lors des championnats d'Europe à La Seu d'Urgell. Elle devient la première championne d'Europe française de canoë monoplace.
Elle remporte à nouveau le titre de championne d'Europe de canoë monoplace en juin 2013 avant d'obtenir le bronze mondial en septembre.

## Palmarès

### Championnats du monde de canoë-kayak slalom
- Médaille de bronze en C1 lors des Championnats du monde 2013 à Prague,  Tchéquie
- Troisième[1] en C1 par équipes lors des Championnats du monde 2014 à Deep Creek Lake,  États-Unis

### Championnats d'Europe de canoë-kayak slalom
- Médaille de bronze en C1 lors des Championnats d'Europe 2010 à Bratislava,  Slovaquie
- Médaille d'or en C1 lors des Championnats d'Europe 2011 à La Seu d'Urgell,  Espagne
- Médaille d'argent en C1 par équipes lors des Championnats d'Europe 2012 à Augsbourg,  Allemagne
- Médaille d'argent en K1 par équipes lors des Championnats d'Europe 2012
- Médaille d'or en C1 lors des Championnats d'Europe 2013 à Cracovie,  Pologne
- Médaille d'or en C1 lors des Championnats d'Europe 2014 à Vienne,  Autriche